# Liste der bulgarischen Botschafter in Osttimor

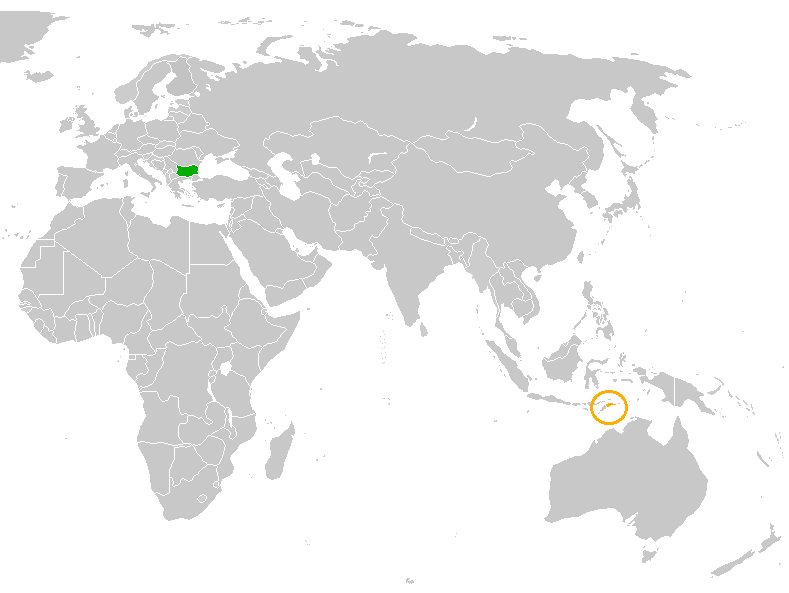
Bulgarien (grün) und Osttimor (orange)

Diese Liste führt die bulgarisch-herzegowinischen Botschafter in Osttimor auf.

## Hintergrund
Die beiden Länder nahmen am 22. März 2005 diplomatische Beziehungen auf.

## Liste der Botschafter

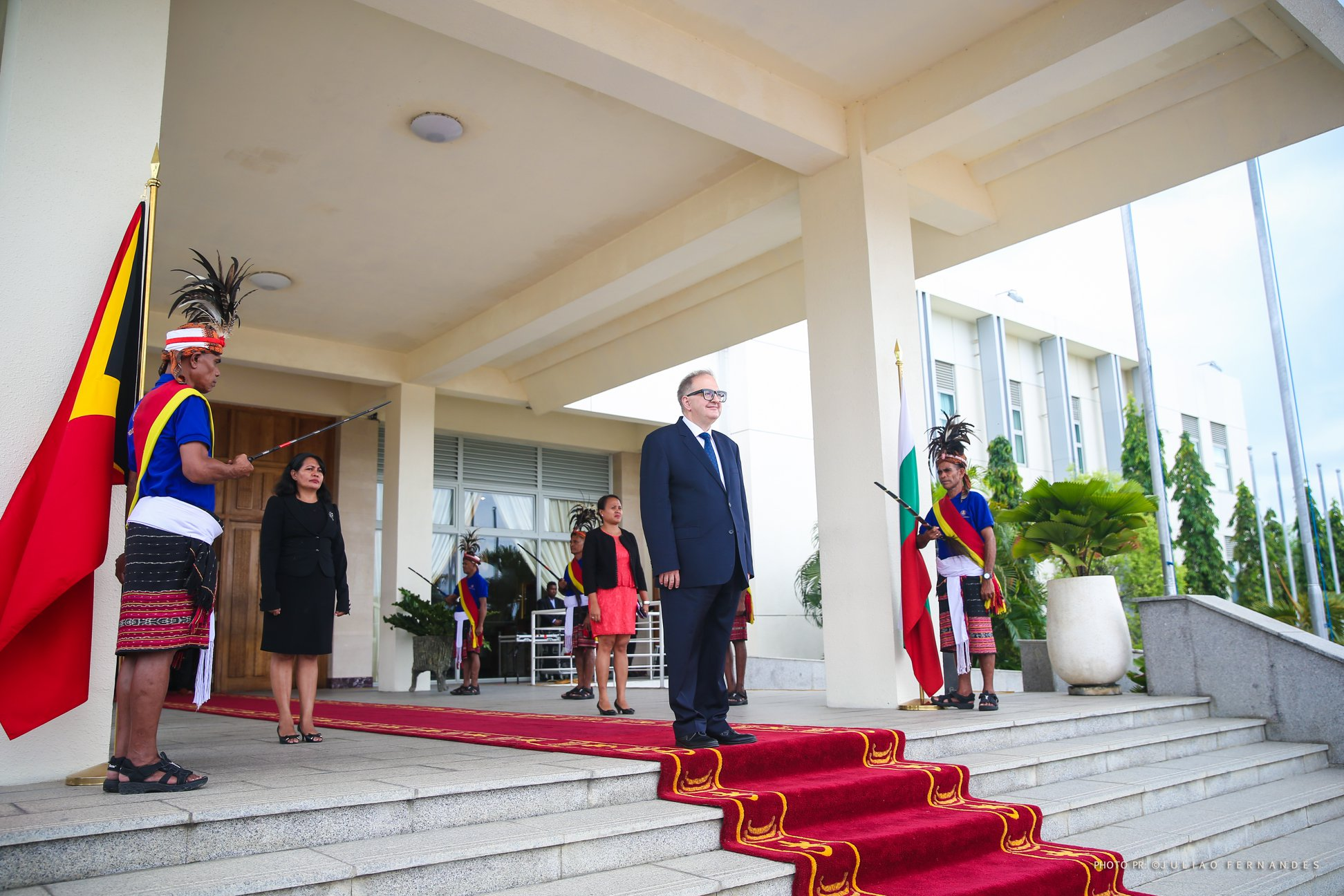
Botschafter Petar Andonow in Osttimor (2020)

| ?                             |           |                                  |
| Sergei Michev (Sergey Michev) | 2015–2019 | Akkreditierung: 17. Februar 2015 |
| Petar Andonow                 | 2020–2024 | Akkreditierung: 15. Oktober 2019 |
| Tanja Dimitrowa               | seit 2025 | Akkreditierung: 19. Februar 2025 |